# Sclassin
Ne doit pas être confondu avec Sclessin.
Sclassin est un hameau de la commune belge de Daverdisse située en Région wallonne dans la province de Luxembourg.

## Historique
Les localités de Gerhenne, Mont et Sclassin, ayant fusionné en 1823, restèrent dans la commune de Haut-Fays jusqu'à la fusion des communes de 1977.

## Situation
Sclassin épouse un vallon formé par un petit ruisseau affluent de la Rancenne elle-même affluent de l'Almache et formant des étangs de diverses dimensions. Le hameau se situe entre Haut-Fays et Gembes.

## Tourisme
La localité compte des gîtes implantés au bord de l'étang principal.